# Peucedanum baicalense
Peucedanum baicalense là một loài thực vật có hoa trong họ Hoa tán. Loài này được (Redowsky ex Willd.) Koch miêu tả khoa học đầu tiên năm 1824.